# Janina Szczepańska
Janina Szczepańska z domu Dziak (ur. 8 kwietnia 1924 w Wiśniowej, zm. 26 maja 1998) – polska działaczka ruchu ludowego, rolniczka i polityk, poseł na Sejm PRL VI, VII i VIII kadencji.

## Życiorys
Córka Józefa i Józefy. Uzyskała wykształcenie zasadnicze zawodowe. Po zakończeniu II wojny światowej przeszła szkolenie kadry „Służba Polsce” w Szczecinie i w 1949 podjęła pracę w gminie Tczew jako zastępca, a następnie komendant powiatowy SP w Tczewie. Od 1944 była członkinią Związku Młodzieży Wiejskiej RP „Wici”, a od 1948 Związku Młodzieży Polskiej, gdzie zasiadała w Zarządzie Powiatowym. W okresie 1948–1957 członkini Zarządu Powiatowego Ligi Kobiet w Tczewie. Była również członkinią prezydium Okręgowej Rady Związku Zawodowego Pracowników Instytucji Wojskowych w Gdyni. Od 1957 wraz z mężem prowadziła gospodarstwo rolne. W latach 1962–1973 zasiadała w Wojewódzkiej Radzie Narodowej w Gdańsku i w prezydium Naczelnego Komitetu Zjednoczonego Stronnictwa Ludowego, pełniła też funkcję wiceprezesa Wojewódzkiego Komitetu ZSL w Gdańsku.
W 1972, 1976 i 1980 uzyskiwała mandat posła na Sejm PRL VI, VII i VIII kadencji w okręgu Tczew, a następnie (dwukrotnie) Gdańsk. W VI kadencji zasiadała w Komisji Komisja Zdrowia i Kultury Fizycznej i Komisji Nadzwyczajnej dla przygotowania projektu ustawy o zmianie Konstytucji Polskiej Rzeczypospolitej Ludowej. W VII i VIII kadencji była zastępcą przewodniczącego Komisji Rolnictwa i Przemysłu Spożywczego, ponadto w VIII kadencji zasiadała w Komisji Rolnictwa, Gospodarki Żywnościowej i Leśnictwa.
Odznaczona Krzyżem Kawalerskim Orderu Odrodzenia Polski, Złotym Krzyżem Zasługi oraz Medalem 30-lecia Polski Ludowej i Medalem 10-lecia Polski Ludowej (1955). 